# Jean Pillard
Jean Pillard, né le 29 septembre 1914 à Paris et mort le 22 août 1989 à Fontenay-lès-Briis, est un militaire, résistant et fonctionnaire français, Compagnon de la Libération. 

## Biographie

### Jeunesse et formation
Fils d'un musicien et d'une institutrice, Jean Pillard naît le 29 septembre dans le 15e arrondissement de Paris. Après un cycle secondaire au lycée Buffon, il entre à la faculté de droit de Paris puis au lycée Chaptal où il prépare le concours d'entrée à l'École nationale de la France d'outre-mer
. En 1938, il effectue son service militaire au 46e régiment d'infanterie à Paris puis au 16e régiment de tirailleurs tunisiens en Syrie.

### Seconde Guerre mondiale
Il se trouve toujours en Syrie au moment du déclenchement de la Seconde Guerre mondiale. Il est alors maintenu sous les drapeaux mais ne part pas combattre en métropole. Après l'armistice du 22 juin 1940, il décide de poursuivre le combat et s'évade vers la Palestine le 27 juin. Engagé dans les forces françaises libres, il est affecté au 1er bataillon d'infanterie de marine (1er BIM) avec lequel il participe à la campagne de Syrie. Promu aspirant en octobre 1941, il est muté au bataillon du Pacifique (BP1) et prend part à la guerre du désert en Libye. Le 3 juin 1942, au cours de la bataille de Bir Hakeim, il est blessé par des éclats d'obus après s'être emparé de matériel ennemi et avoir fait un grand nombre de prisonniers.
Lorsque le 1er BIM et le BP1 fusionnent pour former le Bataillon d'infanterie de marine et du Pacifique, Jean Pillard participe avec cette unité à la seconde bataille d'El Alamein, à la campagne de Tunisie et à la campagne d'Italie,. En août 1944, il prend part au débarquement de Provence et à la bataille de Toulon. Promu lieutenant, il suit l'avancée de son unité dans la libération de la France jusqu'à la bataille des Vosges puis celle d'Alsace en hiver 1944-1945.

### Après-Guerre
Après le conflit, Jean Pillard reprend son cursus à l'école de la France d'Outre-mer. Il part pour l'Indochine où il est chef de la province de Đắk Lắk puis de la province du Haut-Donnaï. Il retrouve l'Afrique en 1949 lorsqu'il devient chef de subdivision à Nanga-Eboko, au Cameroun. Dans ce même pays, il devient ensuite adjoint du chef de la région du Nyong-et-Sanaga puis directeur-adjoint du cabinet du Haut-commissaire du Cameroun et enfin, chef de la région de la Bénoué.
Il part ensuite pour l'Algérie puis pour la Côte d'Ivoire avant de retourner en métropole chef du bureau des monuments historiques au ministère de la culture de 1963 à 1965. Quittant la fonction publique cette année-là, il entame une nouvelle carrière au sein de la société SICLI, spécialisée dans la prévention et la lutte contre l'incendie, et prend sa retraite en 1976.
Jean Pillard meurt le 22 août 1989 à Fontenay-lès-Briis, dans l'Essonne, et est inhumé au cimetière du Père-Lachaise.

## Décorations
|  |  |  |  |  |  |
|  |  |  |  |  |  |
|  |  |  |  |  |  |

| Commandeur de la Légion d'Honneur                    | Commandeur de la Légion d'Honneur                    | Commandeur de la Légion d'Honneur                    | Compagnon de la Libération Par décret du 27 décembre 1945 | Compagnon de la Libération Par décret du 27 décembre 1945 | Compagnon de la Libération Par décret du 27 décembre 1945 | Croix de guerre 1939-1945                   | Croix de guerre 1939-1945                   | Croix de guerre 1939-1945                   |                                           |                                           |                                           |
| Croix de guerre des Théâtres d'opérations extérieurs | Croix de guerre des Théâtres d'opérations extérieurs | Croix de guerre des Théâtres d'opérations extérieurs | Médaille de la Résistance française                       | Médaille de la Résistance française                       | Médaille de la Résistance française                       | Chevalier de l'Ordre des Palmes académiques | Chevalier de l'Ordre des Palmes académiques | Chevalier de l'Ordre des Palmes académiques |                                           |                                           |                                           |
| Médaille coloniale                                   | Médaille coloniale                                   | Médaille coloniale                                   | Médaille coloniale                                        | Médaille coloniale                                        | Médaille coloniale                                        | Officier de l'Ordre de l'Étoile d'Anjouan   | Officier de l'Ordre de l'Étoile d'Anjouan   | Officier de l'Ordre de l'Étoile d'Anjouan   | Officier de l'Ordre de l'Étoile d'Anjouan | Officier de l'Ordre de l'Étoile d'Anjouan | Officier de l'Ordre de l'Étoile d'Anjouan |